# Kémiai szinapszis
A kémiai szinapszis olyan szinapszis, ahol a jel átvitele ingerületátvivő anyagokkal (neurotranszmitterek) történik. A felszabaduló neurotranszmitterek serkentő vagy gátló hatást fejthetnek ki a célsejt membránjára.

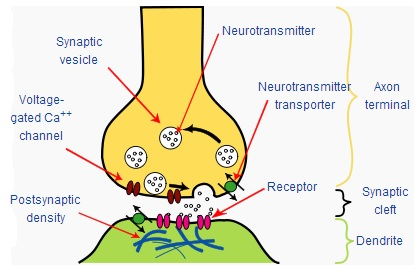
Kémiai szinapszis

A neurotranszmitterek az idegsejtben (a szómában) keletkeznek és az axonon keresztül jutnak le a preszinaptikus részbe. Itt vezikulákban tárolódnak, a preszinaptikus membrán közelében, készen állva a kibocsátásra. Amikor az akciós potenciál eléri a preszinaptikus membránt, depolarizáció következik be. A membrán belső fala negatív és a membrán külső fala pozitív töltésű. A depolarizáció után a töltések felcserélődnek, így a membrán belső fala: pozitív, a membrán külső fala: negatív lesz. Ennek eredményeként, a feszültségfüggő kalciumcsatornák megynílnak, így pozitív töltésű Ca2+ kationok kerülnek be a sejtbe. Ez a kalcium kötődik a szinaptikus vezikula membránján található szinaptotagminhoz, ami egy fehérje és „kalcium érzékelőként” működik. Amikor ez megtörténik, a vezikulákon és a preszinaptikus membránon található SNARE fehérjék kölcsönhatásba lépnek egymással. Ez a vezikulák és a preszinaptikus membrán összeolvadását eredményezi (exocitózis), így a neurotranszmitterek távoznak a sejtből. Ezek az ingerületátvivő anyagok pedig, a szinaptikus résen áthaladva, a posztszinaptikus részen fejtik ki hatásukat. A kibocsátott neurotranszmitterek (például: acetilkolin) párosával rátapadnak a ligand-kapuzott nátriumcsatornákra, amik a posztszinaptikus membránon találhatóak. Ennek hatására kinyílnak a csatornák és Nátrium-ionokat fogadnak be. Ha ezek értéke meghaladja a küszöbpotenciált, a posztszinaptikus sejt depolarizálódik és így, a másik sejtben "tovább halad" az akciós potenciál.

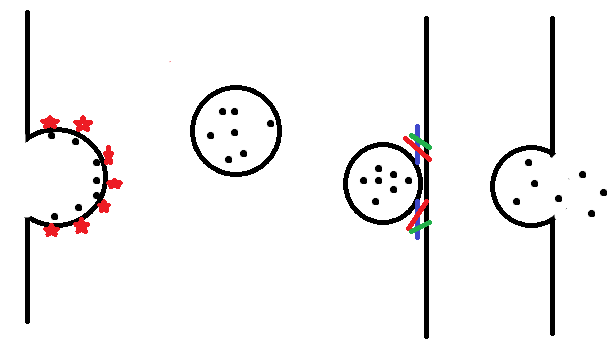
Vezikula fúziója a preszinaptikus membránnal

## Előfordulása
Leginkább a gerinceseknél megfigyelhető. Kémiai szinapszis végbe mehet két idegsejt vagy idegsejt és egy célsejt között. A célsejtek lehetnek izomsejtek (Neuromuszkuláris szinapszis), érzékszervi sejtek vagy mirigysejtek.

## Neurotranszmitterek

### Serkentő neurotranszmitterek
- Szerotonin
- Noradrenailin
- Acetilkolin (Szerves vegyület, az egyik leggyakoribb ingerületátvivő anyag. Képlete: C7NH16O+2)
- Hisztamin

### Gátló neurotranszmitterek
- Gamma-aminovajsav
- Glicin
- Nanofehérjék

(Ezek "alapvető neurotranszmitterek". Itt többet írnak róluk: Ingerületátvivő anyagok)

## Receptorok
/Még kidolgozás alatt van/

## Fiziológia
A nyugalmi potenciál, egy nyugalomban lévő idegsejt és a sejten kívüli tér közötti feszültség (potenciálkülönbség). Jellemző értéke: -70 mV. A serkentő szinapszisoknál ez az érték csökken -50mV -ra. Az ingerület megérkezésekor, az ionok vándorolni kezdenek ( Na+, Ca2+ ). A serkentő szinapszisok a dendritekben alakulnak ki és a vezikulákban tárolt neurotranszmitterek által kerül továbbításra az ingerület.
A szinaptikus szummáció (összeadódás) azt jelenti, hogy ha az előző idegsejt ingerülete serkentő volt és az elérte a következő sejtet ami szintén serkentő ingerületet hoz létre, akkor ezek ingerülete összeadódik, így az ingerület erősebb lesz. Amikor egy serkentő ingerület, gátló ingerületbe "ütközik", akkor az az ingerület halad tovább, amelyik erősebb.

## Neuromuszkuláris szinapszis (ideg-izom ingerületáttevődés)
/Még kidolgozás alatt van/